# Pseudowoodella
Pseudowoodella es un género de foraminífero bentónico de la subfamilia Cuvillierininae, de la familia Rotaliidae, de la superfamilia Rotalioidea, del suborden Rotaliina y del orden Rotaliida. Su especie tipo es Pseudowoodella mamilligera. Su rango cronoestratigráfico abarca desde el Paleoceno hasta el Ypresiense (Eoceno inferior).

## Clasificación
Pseudowoodella incluye a la siguiente especie:
- Pseudowoodella mamilligera †